# Anamorphus waltoni
Anamorphus waltoni is een keversoort uit de familie zwamkevers (Endomychidae). De wetenschappelijke naam van de soort werd in 1918 gepubliceerd door Willis Stanley Blatchley.